# Ransom (serie de televisión)
Ransom es una serie de televisión de drama con una coproducción internacional, creada por David Vainola y producida por Frank Spotnitz, protagonizada por Luke Roberts, que comenzó a transmitirse en la cadena CBS. Fueron ordenados 13 episodios iniciales el 6 de junio de 2016, la serie esta coproducida por Global, TF1, CBS, y RTL. La serie se estrenó en CBS, el 1 de enero de 2017.
El 17 de mayo de 2017, CBS anunció que Ransom fue cancelada en los Estados Unidos. Un día después, RTLGroup además reportó que abandonaban el proyecto tras la baja audiencia en Alemania. Se informó el mismo día en que las otras cadenas detrás de la serie intentaban financiar una segunda temporada. A fines de junio, varias fuentes informaron que Global y TF1 ordenaron una segunda temporada, que se produciría sin los antiguos socios. La producción debía comenzar a fines de julio de 2017. El 10 de octubre de 2017, CBS y Global anunciaron oficialmente que Ransom había sido renovada para una segunda temporada de 13 episodios para su emisión en 2018.
El 3 de julio de 2019, CBS anunció que la serie había sido cancelada después de tres temporadas.

## Elenco y personajes
- Luke Roberts como Eric Beaumont.
- Nazneen Contractor como Zara Hallam.[14]
- Brandon Jay McLaren como Oliver Yates.[15]
- Sarah Greene como Maxine Carlson.

## Episodios
| N.º | Título             | Dirigido por       | Escrito por                    | Fecha de emisión original | Audiencia (millones) |
| --- | ------------------ | ------------------ | ------------------------------ | ------------------------- | -------------------- |
| 1   | «The Return»       | Richard Lewis      | David Vainola y Frank Spotnitz | 1 de enero de 2017        | 6.65                 |
| 2   | «Grand Slam»       | Jon Jones          | Sara B. Cooper                 | 7 de enero de 2017        | 5.28                 |
| 3   | «The Box»          | Erik Canuel        | Ben Harris                     | 21 de enero de 2017       | 4.60                 |
| 4   | «Joe»              | James Genn         | Sarah Dodd                     | 28 de enero de 2017       | 4.28                 |
| 5   | «The Enemy Within» | Eleanore Lindo     | Ben Schiffer                   | 4 de febrero de 2017      | 3.29                 |
| 6   | «Celina»           | François Velle     | Ben Schiffer                   | 11 de febrero de 2017     | 3.20                 |
| 7   | «Regeneration»     | James Genn         | David Vainola                  | 18 de febrero de 2017     | 3.14                 |
| 8   | «Say What You Did» | Paul A. Kaufman    | David Vainola                  | 25 de febrero de 2017     | 3.90                 |
| 9   | «Girl on a Train»  | Frédéric Forestier | Rachel Anthony                 | 4 de marzo de 2017        | 3.11                 |
| 10  | «The Artist»       | Frédéric Forestier | Annmarie Morrais               | 11 de marzo de 2017       | 2.72                 |
| 11  | «The Castle»       | François Velle     | Sarah Dodd                     | 25 de marzo de 2017       | 2.96                 |
| 12  | «Refuge»           | Laurence Katrian   | Mark Greig                     | 8 de abril de 2017        | 3.01                 |
| 13  | «Bulletproof»      | Laurence Katrian   | Mark Greig                     | 15 de abril de 2017       | 2.70                 |